# Schnallentragende Traubenbasidie
Die Schnallentragende Traubenbasidie (Botryobasidium subcoronatum) ist eine Ständerpilzart aus der Familie der Traubenbasidienverwandten (Botryobasidiaceae). Sie bildet resupinate, spinnwebartige Fruchtkörper aus, die auf den Stämmen abgestorbener Koniferen und Laubbäumen wachsen. Die Art ist auf Europa beschränkt. Die Fruktifikation erfolgt im Frühjahr bis Spätherbst. Eine Anamorphe der Schnallentragenden Traubenbasidie ist nicht bekannt.

## Merkmale

### Makroskopische Merkmale
Die Schnallentragende Traubenbasidie besitzt flockig-gespinstartige Fruchtkörper, die resupinat (also vollständig anliegend) auf ihrem Substrat wachsen und unter der Lupe leicht netzartig erscheinen. Sie sind zunächst weiß, später ockergelblich.

### Mikroskopische Merkmale
Wie bei allen Traubenbasidien ist die Hyphenstruktur der Schnallentragenden Traubenbasidie monomitisch, besteht also nur aus generativen Hyphen, die sich rechtwinklig verzweigen. Die Basalhyphen sind dickwandig, schmal (7–10 µm) und langzellig. Die 5–6 µm breiten Subhymenialhyphen sind dünnwandig. Die Art verfügt nicht über Zystiden, anders als viele Gattungsgenossen aber über Schnallen an allen Septen. Die meist 6-sporigen, 20–25 × 7–9 µm großen Basidien der Art wachsen in Nestern und sind subzylindrisch. An ihrer Basis sind sie einfach septiert und verfügen über eine Schnalle, was sie von anderen Traubenbasidienarten deutlich unterscheidet. Die Sporen sind schmal schiffchenförmig, 6–8 × 2,5–3 µm groß und weisen einen Apex auf.

## Verbreitung
Die Schnallentragende Traubenbasidie ist über ganz Europa verbreitet und aus allen europäischen Staaten bekannt. Die Art gilt überall als häufig.

## Ökologie
Die Schnallentragende Traubenbasidie ist ein Saprobiont, der Totholz von Koniferen und Laubbäumen besiedelt. Die Fruchtkörper sind meist auf liegenden und oft entrindeten Stämmen und Ästen in der Optimal- und Finalphase zu finden. Häufige Substrate sind Gemeine Fichten (Picea abies), Rot-Buchen (Fagus sylvatica) und Kiefern (Pinus spp.).